# فاخا
فاخا (بالألمانية: Vacha) هي بلدة ألمانية تقع في ألمانيا في تورينغن. يقدر عدد سكانها بـ 5,469 نسمة .

## المدن التوأمة
مدن Blatná، Philippsthal وSargé-lès-le-Mans هي مدن توأمة لـفاشا ألمانيا.